# Notanisomorphella proserpinensis
Notanisomorphella proserpinensis är en stekelart som först beskrevs av Girault 1913.  Notanisomorphella proserpinensis ingår i släktet Notanisomorphella och familjen finglanssteklar. Inga underarter finns listade i Catalogue of Life.